# Saint-Pierre-de-Bœuf
Saint-Pierre-de-Bœuf ist eine französische Gemeinde mit 1.705 Einwohnern (Stand: 1. Januar 2022) im Département Loire in der Region Auvergne-Rhône-Alpes. Sie gehört zum Arrondissement Saint-Étienne und zum Kanton Le Pilat. Die Einwohner werden Pétribociens genannt.

## Geografie
Die Gemeinde Saint-Pierre-de-Bœuf liegt im Regionalen Naturpark Pilat an der Rhône, die hier die Grenze zum Département Isère bildet, etwa 28 Kilometer ostsüdöstlich von Saint-Étienne. Im Süden grenzt das Gemeindegebiet an das Département ArdècheEin Teil der Flussinsel Île de la Platière befindet sich im Gemeindegebiet. Umgeben wird Saint-Pierre-de-Bœuf von den Nachbargemeinden Chavanay im Norden, Saint-Maurice-l’Exil im Osten, Le Péage-de-Roussillon im Südosten, Limony im Süden, Maclas im Südwesten sowie Malleval im Westen.
In Saint-Pierre-de-Bœuf wird ein Wein mit der Appellation Saint-Joseph produziert.

## Bevölkerungsentwicklung
| Jahr                       | 1962 | 1968 | 1975 | 1982 | 1990 | 1999 | 2006 | 2013 | 2022 |
| -------------------------- | ---- | ---- | ---- | ---- | ---- | ---- | ---- | ---- | ---- |
| Einwohner                  | 1145 | 1026 | 1114 | 1051 | 1174 | 1306 | 1532 | 1714 | 1705 |
| Quellen: Cassini und INSEE |      |      |      |      |      |      |      |      |      |

## Sehenswürdigkeiten

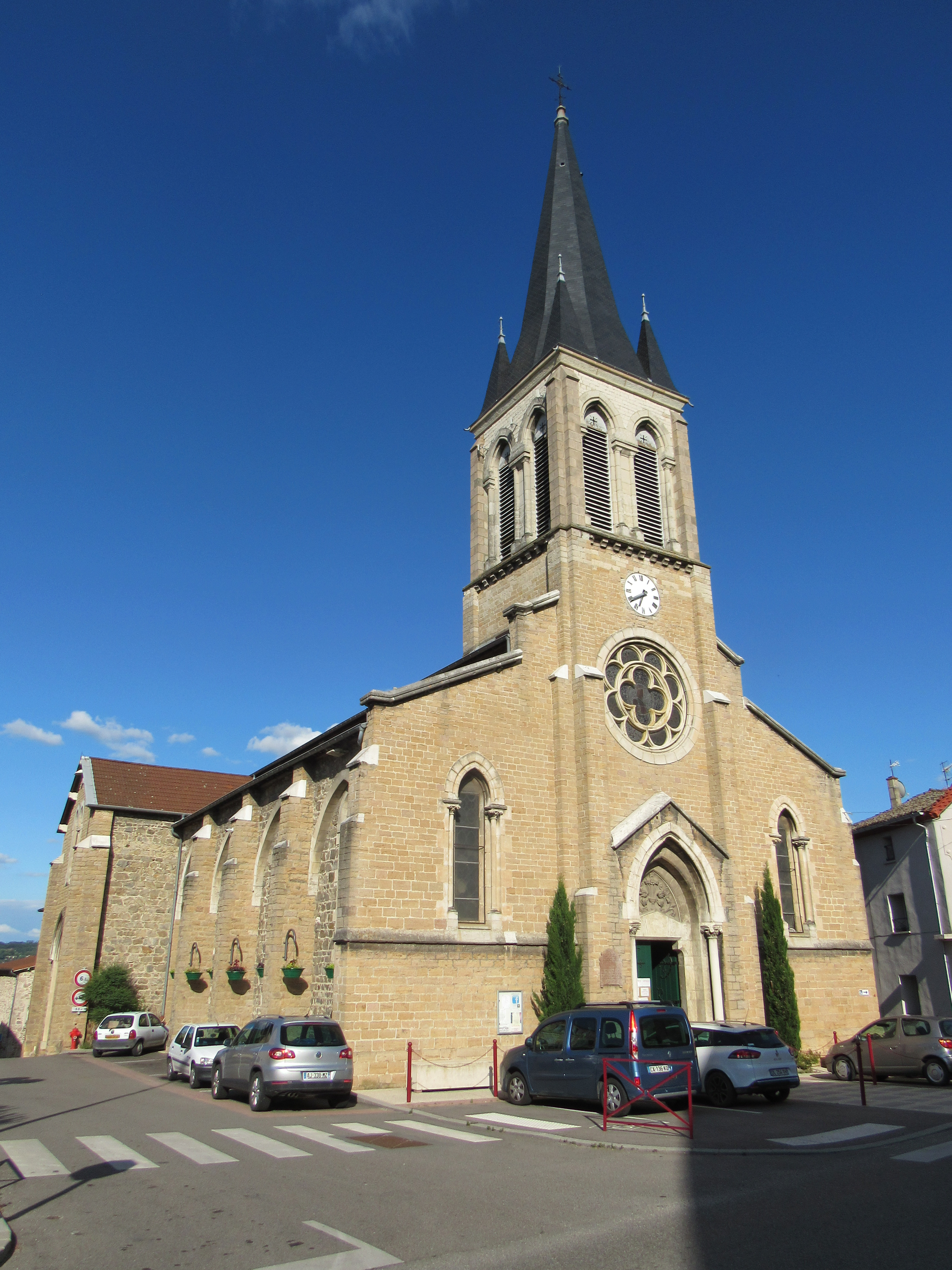
Kirche Saint-Pierre

- Kirche Saint-Pierre